# Sagoland
Sagoland är De lyckliga kompisarnas tredje album och släpptes 1995. Skivan producerades av Johan Johansson. 

## Låtförteckning
| Nr  | Titel                                  | Längd |  |
| --- | -------------------------------------- | ----- |  |
| 1.  | Äga hela världen                       | 3.19  |  |
| 2.  | Allmänt tuff                           | 2.15  |  |
| 3.  | Sagoland                               | 2.20  |  |
| 4.  | Brevet                                 | 3.14  |  |
| 5.  | Dammsugarförsäljare blues              | 1.22  |  |
| 6.  | Den perfekte                           | 2.16  |  |
| 7.  | Punkskolan                             | 2.53  |  |
| 8.  | Vad är det för Jävla ansvar vi ska ta? | 2.23  |  |
| 9.  | Regalskeppet                           | 1.06  |  |
| 10. | Vinterträd                             | 2.40  |  |
| 11. | Vi säger upp den                       | 2.53  |  |
| 12. | Leva                                   | 2.50  |  |
| 13. | Hat som hobby                          | 2.56  |  |
| 14. | Älvsborgsbron                          | 3.21  |  |

## Medverkande
- Mart Hällgren - Sång & gitarr
- Joakim Levin - Trummor & kör
- Christoffer Roth - Bas & kör
- Daniel Levin - Gitarr & kör

### Dessutom
- Catharina Holm - Fiol
- Per Holm - Cello
- Kristina Apelquist - Klocka
- Johan Johansson - Gitarr, keyboards, percussion & handklapp
- Beijmo - Handklapp
- Frans Lennon Lekander - Cornelius morgontupp & siren
- Sussie Persson, Macke Holm, Bullen, Nanne, Anders & Bader - kör